# Église Saint-Ferdinand-des-Ternes
L'église Saint-Ferdinand-des-Ternes est une église du 17e arrondissement de Paris.
Elle ne doit pas être confondue avec l'ancienne chapelle Saint-Ferdinand, actuelle église Notre-Dame-de-Compassion de Paris.

## Historique
Construite à partir de 1937 à l'emplacement de l'ancienne église devenue trop petite, elle constitue le lieu de culte de la paroisse catholique Saint-Ferdinand des Ternes - Sainte-Thérèse-de-l'Enfant-Jésus.

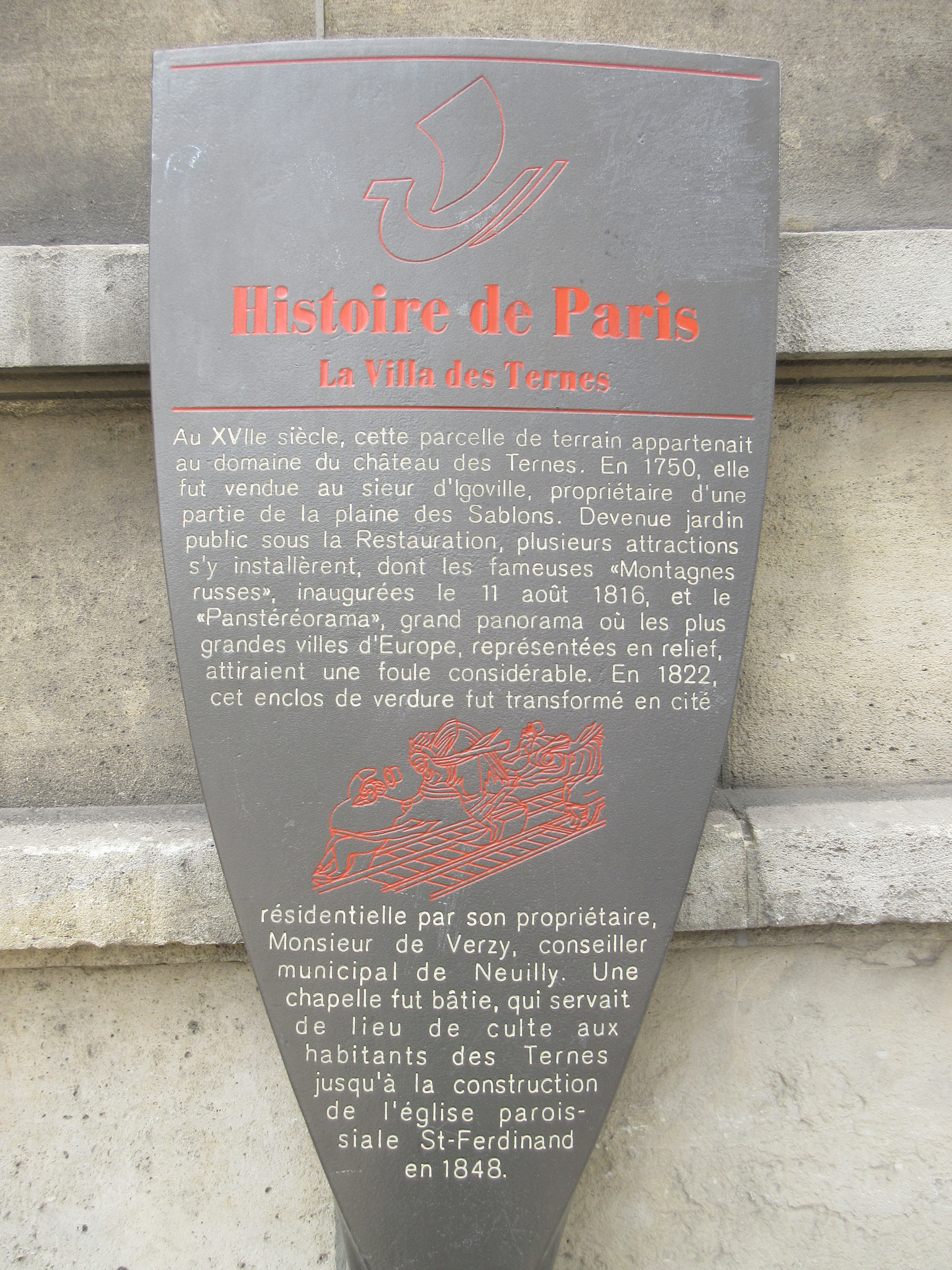
Panneau Histoire de Paris.

### L'ancienne église

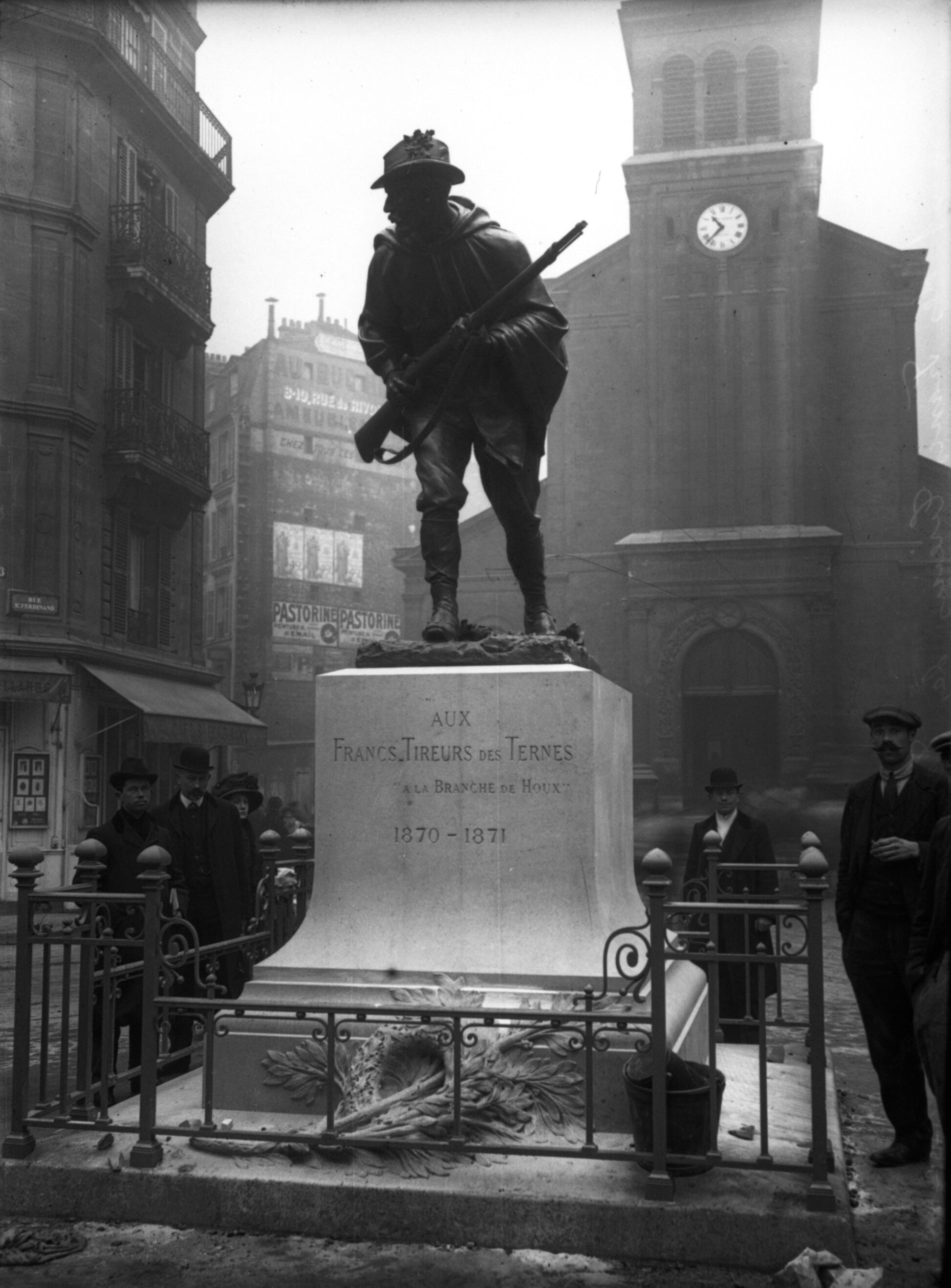
Monument des francs-tireurs des Ternes, 29 janvier 1911 ;
en arrière-plan l'ancienne église Saint-Ferdinand. La statue est fondue sous l'Occupation.

La chapelle utilisée par les habitants du quartier étant devenue trop petite compte tenu de l'accroissement de la population, la commune de Neuilly achète un terrain à la famille d'Armaillé qui y avait construit un « manoir » au XVIIIe siècle. L'église se trouve entre les rues Saint-Ferdinand et Armaillé, légèrement en retrait de l'avenue des Ternes.
Le plan de la nouvelle église est confié à l'architecte protestant, Paul-Eugène Lequeux (1806-1873), auteur des plans d'agrandissement à partir de 1839 de l'église Sainte-Marie des Batignolles et de l’ancienne mairie des Batignolles en 1847-1849, aujourd'hui démolie.
L'église, construite entre 1842 et 1847, est nommée « Saint-Ferdinand » en souvenir du prénom du prince royal Ferdinand-Philippe d'Orléans, fils aîné du roi Louis-Philippe, qui mourut accidentellement le 13 juillet 1842, près de la porte Maillot, toute proche et dont le saint patron était saint Ferdinand III de Castille (1199-1252) qui fut roi de Castille de 1217 à 1230, et roi de Castille et de León de 1230 à 1252.
L’église est bénie le 25 mars 1847 par Denys Affre, archevêque de Paris. Mais elle se révèle rapidement trop petite. Dès 1849, le manoir de la famille d'Armaillé est détruit, sur son emplacement des rues sont tracées, puis  le 15 octobre 1856 la municipalité de Neuilly, pour agrandir l’église, achète à la famille d'Armaillé, un grand terrain situé aux Ternes « ayant une contenance superficielle de 2 249 m2, moyennant un prix principal de 53 000 F. ». L'église — agrandie — est alors de nouveau bénie et inaugurée en 1878 par le cardinal Joseph Hippolyte Guibert, archevêque de Paris.

### L'église actuelle

#### Construction
Le 31 octobre 1937, commence la construction de l'église actuelle, sur les plans des architectes Paul Théodon, Frédéric Bertrand et Pierre Durand, l'ancienne église est démolie à mesure que la construction de la nouvelle progresse, en 1940 le chœur et la première travée sont bâtis. Il faut attendre la fin de la guerre pour que les travaux reprennent. L'édifice est achevé en 1957.
Le 12 janvier 1941, l'église basse ou « crypte » consacrée à sainte Thérèse de Lisieux est bénie par Emmanuel Suhard, archevêque de Paris. Cette église basse prend le nom de « sainte Thérèse de l'Enfant Jésus », elle est en 2016 la seule église parisienne consacrée à cette sainte.
Le 6 octobre 1957, la nouvelle église de style néo-byzantin, avec une nef surmontée de trois coupoles. est bénie par Maurice Feltin, archevêque de Paris.
En 1990, le chœur a été totalement réaménagé par la décoratrice Madeleine Diener (autel, ambon, mobilier, chandeliers…) et inauguré le 19 janvier 1991 par le cardinal Jean-Marie Lustiger, archevêque de Paris.
Une importante rénovation (mise aux normes électriques, accessibilité…), cofinancée par l'archidiocèse de Paris ainsi que par la ville de Paris, a été effectuée de 2011 à 2015.

Nef principale
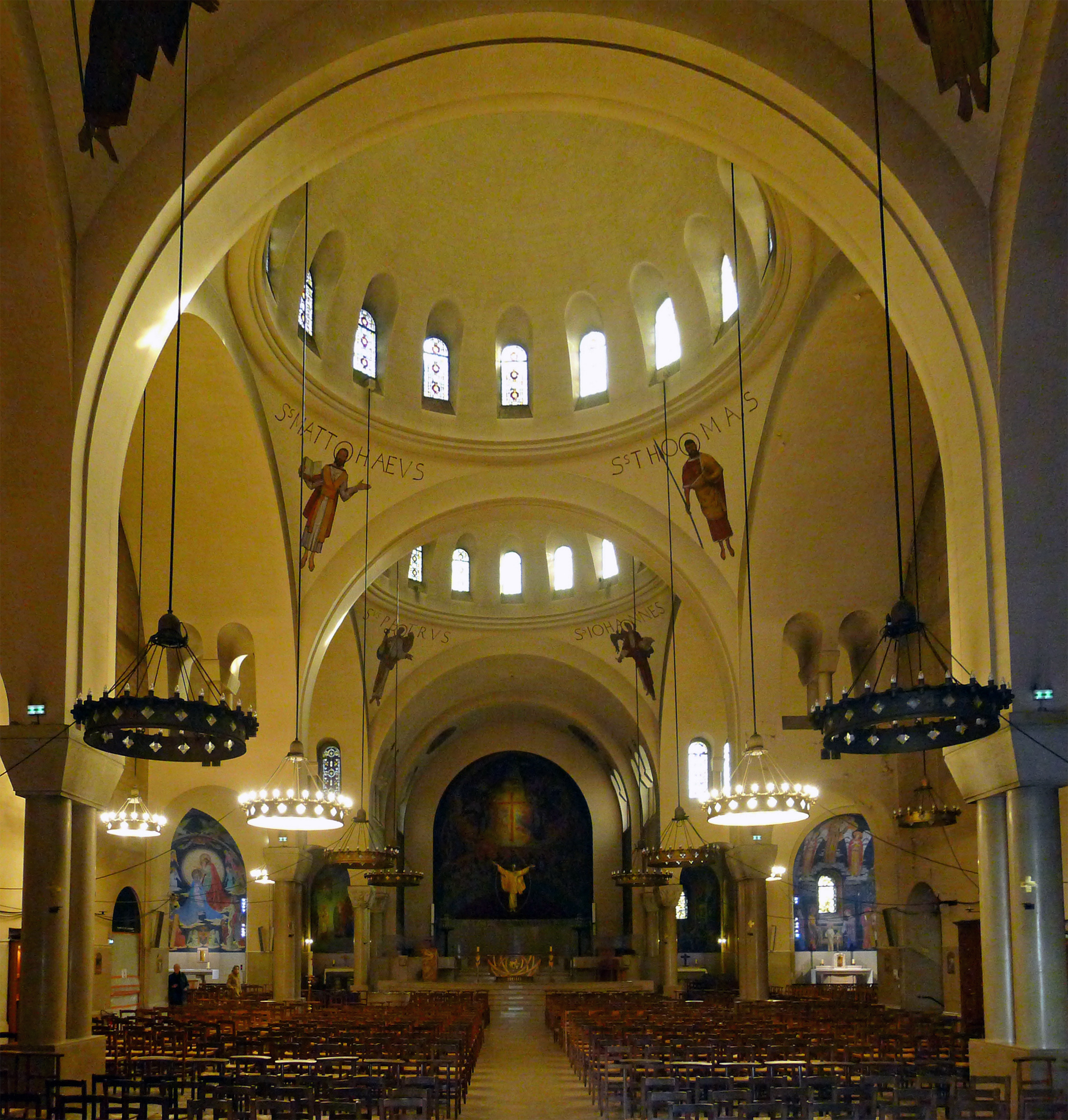
Nef côté chœur.
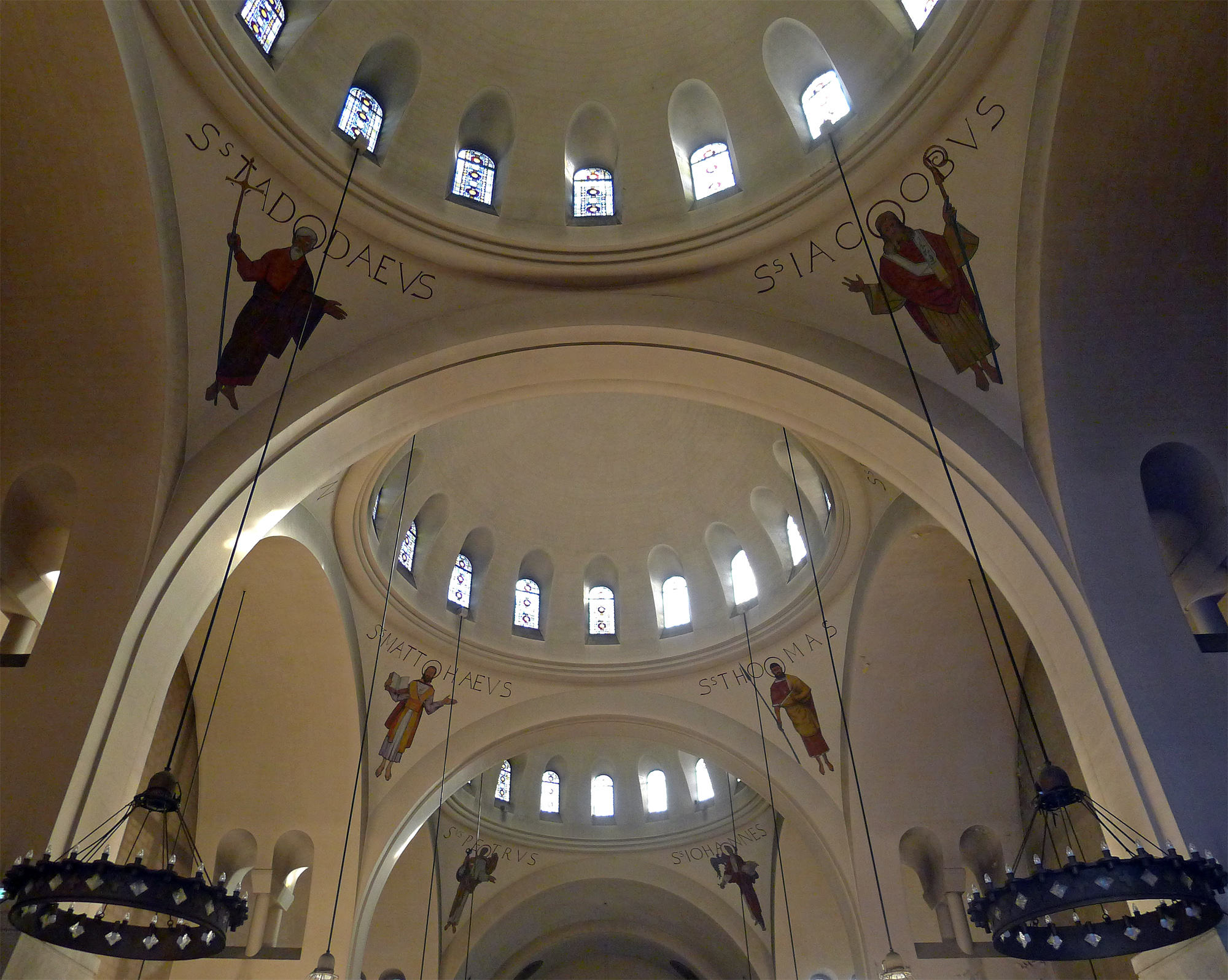
Les trois coupoles de la nef.
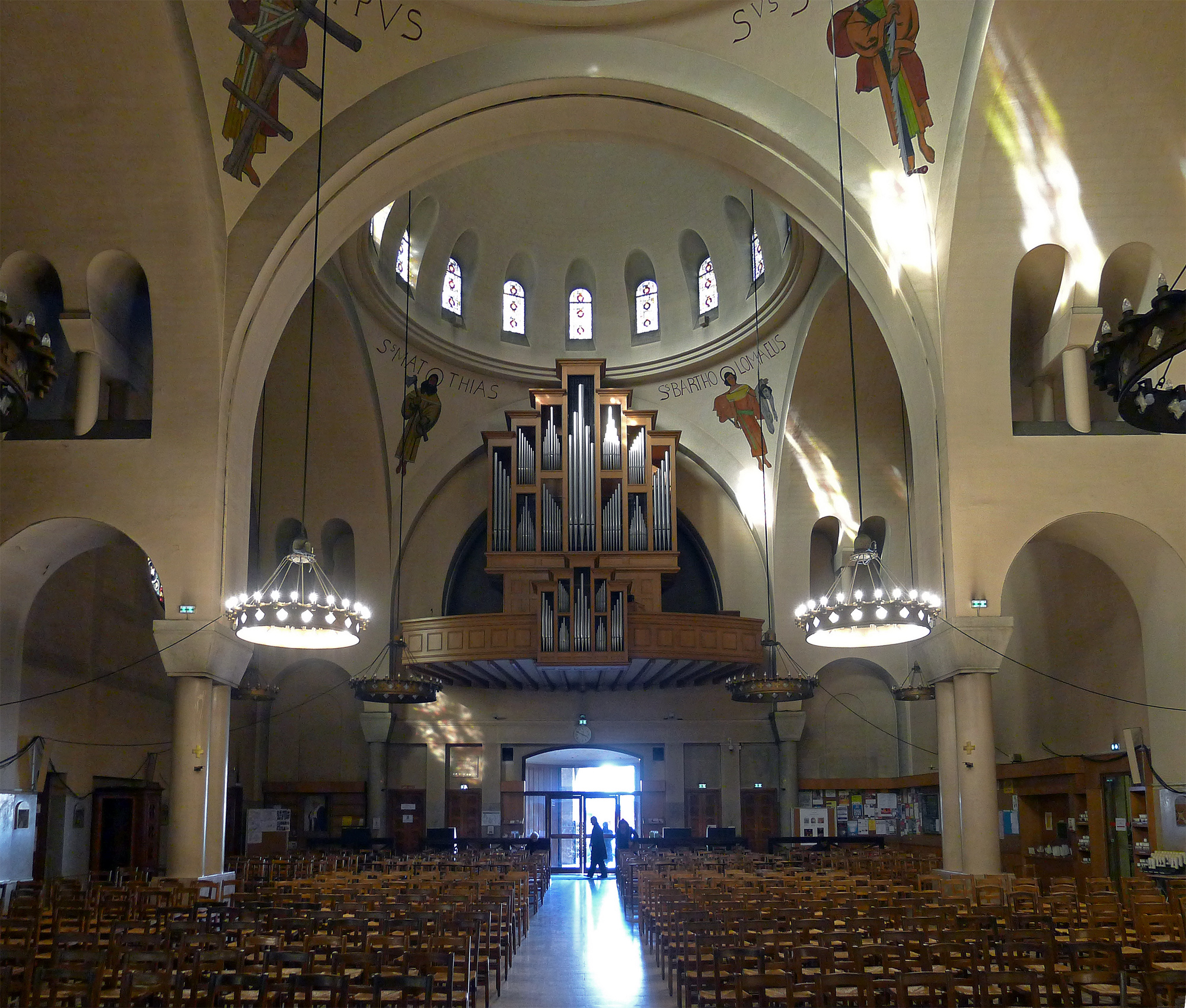
Nef côté entrée, avec l'orgue de tribune.

Chapelles
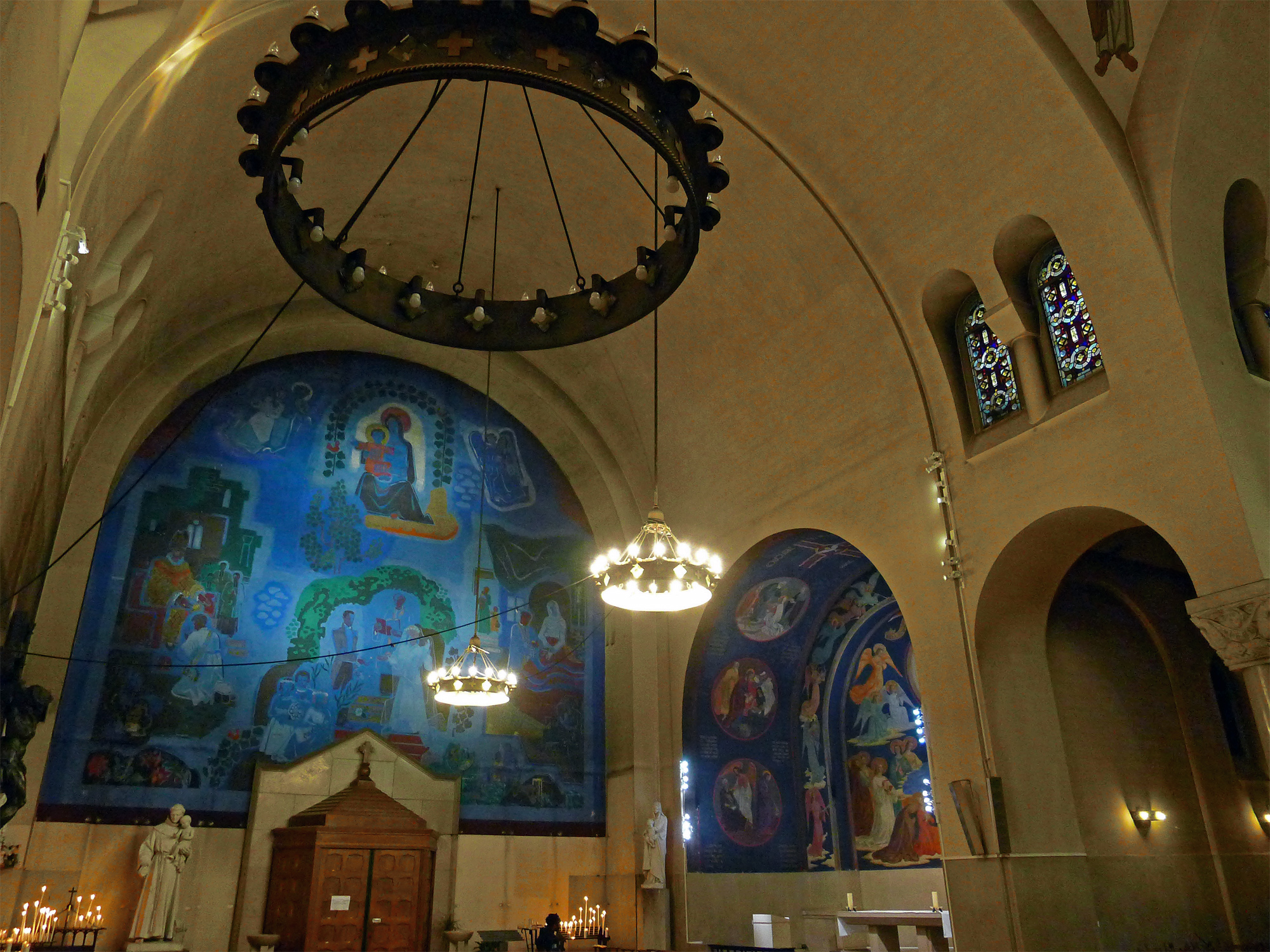
Chapelle.
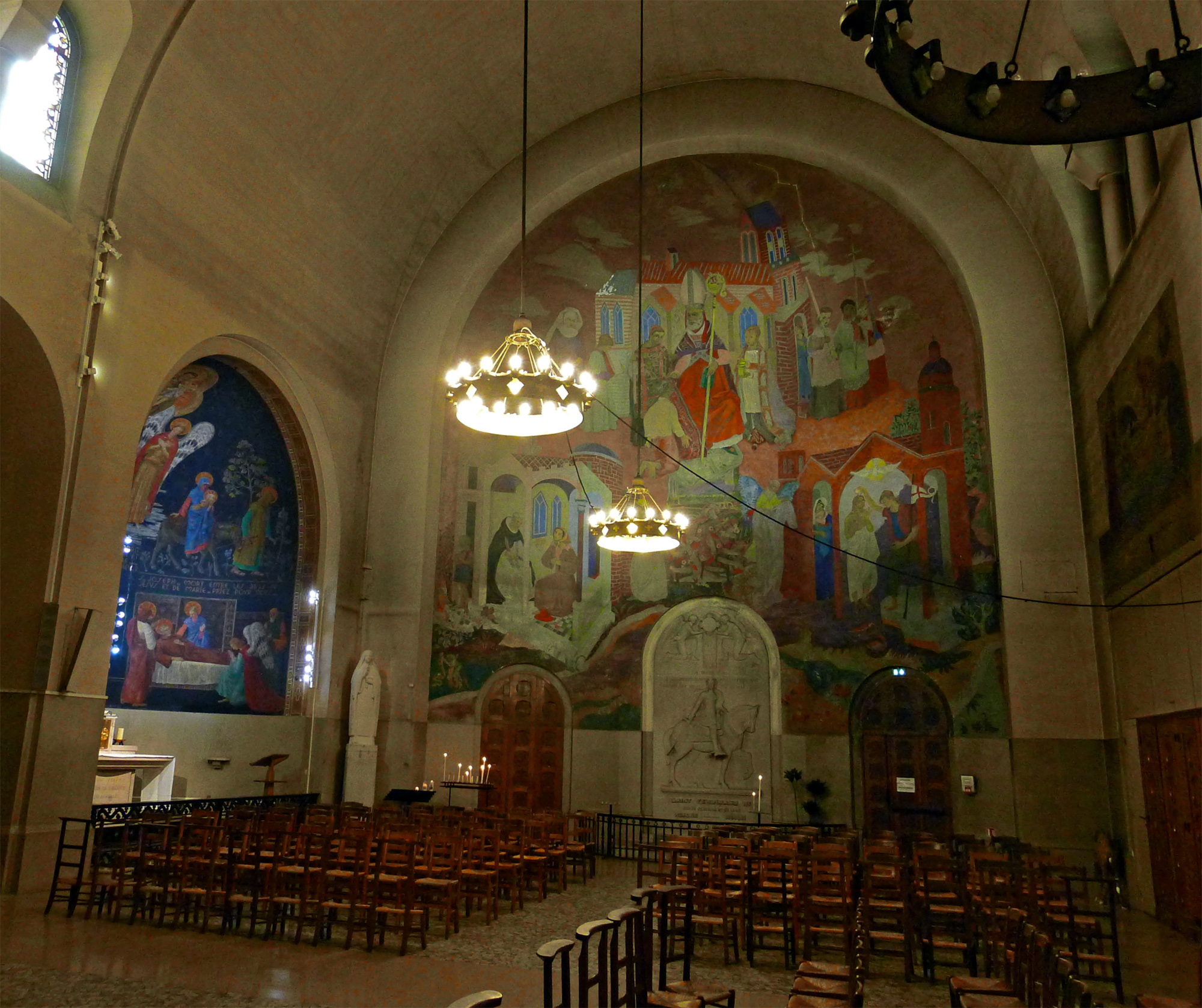
Autre chapelle.

#### Extérieur
La façade est couverte de trois œuvres du sculpteur Georges Muguet (1903-1988) représentant saint Ferdinand, le Christ et sainte Thérèse-de-l'Enfant-Jésus.
Au-dessus de la façade, le clocher contient les trois cloches « Désirée, Fernande et Rosalie » bénies en juillet 1857 par le cardinal François-Nicolas-Madeleine Morlot, archevêque de Paris, déplacées dans le clocher lors de la construction de cette nouvelle église.

#### Intérieur

##### Peintures, sculptures
Les murs intérieurs de l'église ont été en partie décorés par le peintre Maurice Guy-Loë, notamment dans la chapelle absidiale Saint-Jean-Marie-Vianney, une peinture murale évoque deux des missions du curé d'Ars : la prédication et la confession.
Le chemin de croix, en mosaïque de pierre, a été réalisé par Cécile Bouvarel, peintre mosaïste, de 1991 à 1993. Les quatorze stations sont chacune constituée d'un carré de 33 centimètres de côté surmonté d’un demi-cercle qui évoque les coupoles de la nef. « Cécile Bouvarel s’inscrit ainsi dans une tradition qu’elle renouvelle par la modestie de son approche, par sa conception très intérieure de la Passion, enfin par son style synthétique et décoratif ».
Dans le chœur, à l'abside, les œuvres du peintre Pierre Dionisi illustrent la Cène (partie inférieure), la Trinité (partie supérieure), la sortie du purgatoire (à gauche), l'Église avec le pape, les évêques et les fidèles (à droite).
Le transept gauche contient un grand Christ en croix, en bronze, œuvre du sculpteur Auguste Préault et une peinture murale  en style naïf due à Pauline Peugniez ; cette peinture illustre l'ordination, le mariage et l'onction des malades. On trouve au transept droit une peinture murale de Roger et Hélène Bezombes illustrant les sacrements du baptême, de la confirmation et de la pénitence. En septembre 2017, une statue en pied de sainte Teresa de Calcutta due au sculpteur Jean-Marc de Pas y est inaugurée. Cette statue, la première en France de cette sainte, est une commande de la paroisse et de son curé Matthieu Rougé,.

##### Orgue

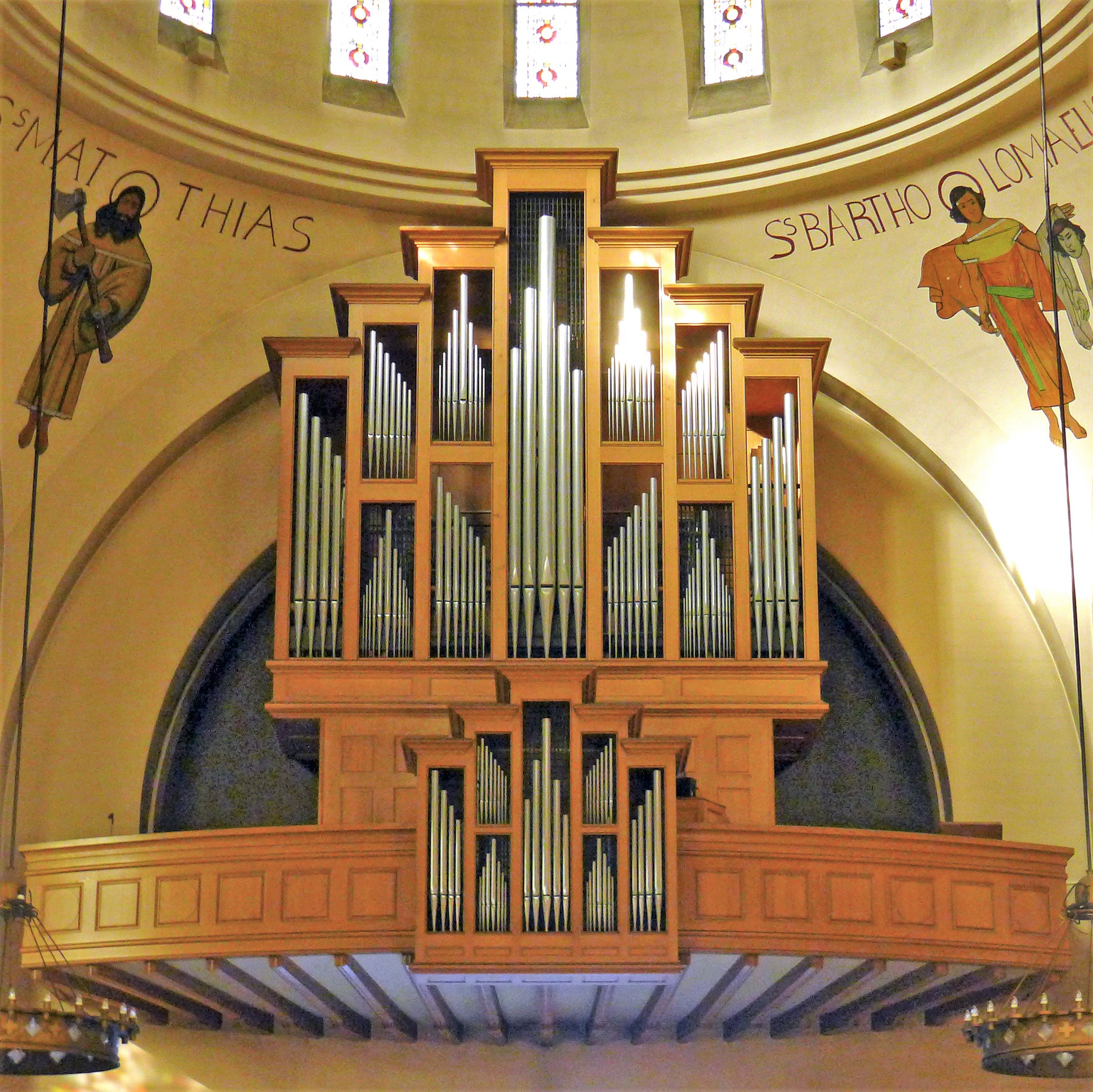
Orgue de tribune.

En 1898, l'église est dotée d'un orgue Cavaillé-Coll qui est électrifié par la maison Beuchet-Debierre en 1963. Le buffet décoratif d'origine est démonté et transféré en Vendée pour équiper l'orgue de l'église Saint-Jean-Baptiste de Montaigu,. L'orgue est remplacé en 1995 par un orgue neuf du facteur Pascal Quoirin. Ce nouvel instrument aux transmissions mécaniques, comporte 34 jeux, 3 claviers de 56 notes et un pédalier de 32 notes.  En 2009, l'orgue de la crypte a été démonté pour être restauré puis remonté dans l'église de Vaux-sur-Seine (Yvelines).
Composition
| Grand-orgue 56 notes |
| Montre 16'           |
| Montre 8'            |
| Flûte 8'             |
| Prestant 4'          |
| Doublette 2'         |
| Cornet V             |
| Fourniture IV        |
| Cymbale IV           |
| Trompette 8'         |
| Clairon 4'           |

| Positif 56 notes   |
| Bourdon 8'         |
| Salicional 8'      |
| Montre 4'          |
| Doublette 2'       |
| Flûte allemande 4' |
| Nasard 2' 2/3      |
| Tierce 1' 3/5      |
| Larigot 1' 1/3     |
| Plein Jeu IV       |
| Cromorne 8'        |

| Récit 56 notes     |
| Bourdon 8'         |
| Flûte 4'           |
| Nazard 2' 2/3      |
| Flûte 2'           |
| Tierce 1' 3/5      |
| Flageolet 1'       |
| Basson-Hautbois 8' |
| Voix Humaine 8'    |

| Pédale 32 notes |
| Bourdon 16'     |
| Flûte 8'        |
| Prestant 4'     |
| Basson 16'      |
| Trompette 8'    |
| Clairon 4'      |

##### Organistes
L'organiste, improvisateur et compositeur Georges Jacob occupa le poste d’organiste et maître de chapelle de 1907 à sa mort en 1950,. L'organiste titulaire actuel est Jean-François Hatton qui est également titulaire-adjoint du grand-orgue de l' église de la Sainte-Trinité de Paris. Stéphane Béchy en fut également organiste entre 1999 et 2004, il y a donné en concert l'intégrale de l'œuvre d'orgue de Johann Sebastian Bach en dix-sept récitals (2001-2002).

## La paroisse Saint-Ferdinand des Ternes - Sainte-Thérèse-de-l'Enfant-Jésus

### Localisation
Outre l'église Saint-Ferdinand située 27, rue d'Armaillé, la paroisse comprend le presbytère situé 21bis, rue d'Armaillé et la maison de quartier « Espace 16 » située 16, rue Roger-Bacon. Cette dernière est portée par une association loi de 1901 fondée et soutenue par la paroisse.

### Particularités
La paroisse s'est distinguée pour l'enseignement du catéchisme en utilisant une méthode pédagogique de type Montessori.
En septembre 2014, la paroisse met en place des « tournées-rue » avec l'association Aux captifs, la libération.

## Personnalités liées à la paroisse
Parmi les prêtres des équipes sacerdotales, plusieurs sont notoires :
- 1847 : Hyacinthe-Casimir de Gonet, nommé en 1847.
- 1870 : vicaire Jean Pradère (1826-1895), né et mort à Arguenos il fut prêtre en 1854, avec des études au séminaire de Saint-Sulpice, il professeur de philosophie au petit séminaire de l'Esquille, il fut nommé en 1870 vicaire ici, puis premier aumônier du couvent des Oiseaux, et ensuite curé de l'église Saint-Gilles de Bourg-la-Reine le 25 août 1878 avant d'être nommé à l'église Notre-Dame-de-la-Nativité de Bercy, en 1889 et démissionna quelque temps après. Il fut nommé chanoine honoraire, retourna dans son village natal où il mourut le 6 septembre 1895, âgé de 69 ans[21]
- 1928 : Jacques Le Cordier, vicaire en 1928, fut en 1966 le premier évêque du nouveau diocèse de Saint-Denis où il resta jusqu'en 1978
- 1973-1977 : Éric Aumonier, vicaire de 1973 à 1977, nommé évêque auxiliaire de Paris en 1996 puis évêque de Versailles en 2001 ;
- 1980-1983 : Jacques Perrier, curé de 1980 à 1983 nommé évêque de Chartres puis évêque de Tarbes et Lourdes en 2012 ;
- 1986-1992 : Philippe Breton, curé, puis nommé évêque d'Aire et Dax en 2012 ;
- 1992-2001 : Jean-Yves Riocreux, curé de 1992 à 2001, nommé évêque de Pontoise en 2003 puis évêque de Basse-Terre et Pointe-à-Pitre en 2012.
- 2013-2018 : Matthieu Rougé, nommé en septembre 2013 ; il fut secrétaire du cardinal Jean-Marie Lustiger puis recteur de la basilique Sainte-Clotilde et directeur du service pastoral d'études politiques[22],[23], il a publié plusieurs ouvrages dont en 2014 L’Église n'a pas dit son dernier mot, ouvrage sous-titré « petit traité d'antidéfaitisme catholique ». Nommé évêque de Nanterre en 2018.

## Accès
Ce site est desservi par les stations de métro Argentine, Ternes, Porte Maillot et Charles de Gaulle-Etoile.